# Glenn Plummer
Glenn E. Plummer (Richmond, 18 de agosto de 1961) é um ator norte-americano, conhecido pela participação no filme Imperial Dreams (2014).